# Université Cheikh-Anta-Diop
L'université Cheikh-Anta-Diop (UCAD), également connue comme l'université Cheikh-Anta-Diop de Dakar, est la principale université de Dakar, la capitale du Sénégal, en Afrique de l'Ouest. Inaugurée en 1959 sous le nom d'université de Dakar, l'université porte le nom de l'historien et anthropologue Cheikh Anta Diop depuis 1987. Elle accueille des étudiants de plusieurs pays africains et européens et fut fréquentée par de nombreux cadres sénégalais.

## Descriptif

### Historique
L'université Cheikh-Anta-Diop (UCAD) est l'héritière de l'École de médecine de l'AOF datant de l'Afrique-Occidentale française. Créée à Dakar au Sénégal le 24 février 1957, elle est officiellement inaugurée le 9 décembre 1959. C'est l'une des plus anciennes d'Afrique de l'Ouest. De nombreux cadres sénégalais et étrangers y ont d'ailleurs été formés.
Elle doit son nom à |’historien et anthropologue sénégalais Cheikh Anta Diop. La dénomination de l'université est instituée le 30 mars 1987.
Des étudiants de plusieurs pays africains fréquentent l'établissement. Des étudiants de pays européens sont également inscrits dans les différentes facultés.
Depuis plusieurs années, l'établissement connait un trop-plein d'étudiants  près de 69 000 étudiants fréquentent l'université en 2011 pour seulement 23 253 places. Malgré une augmentation des ressources financières entre 2000 et 2010, budget passé de 13 à 32 millions d'euros sur la période, elles restent insuffisantes pour faire face à la situation. Dans les années à venir, l'UCAD prévoit de réguler les flux à l'entrée de ses facultés par un système de présélection et de développer l'enseignement à distance. Elle espère aussi la création d'une nouvelle université à Dakar qui permettrait ainsi de diviser les effectifs entre les deux institutions.

### Devise
Au fronton de l'université, on peut lire la devise de l'établissement : « Lux mea lex » soit « La lumière est ma loi ». L'université doit cette devise au poète et homme politique sénégalais Léopold Sédar Senghor.

### Emblème
L'emblème de l'UCAD est conçu par le professeur Théodore Monod et a été adopté par le recteur Lucien Paye (1957 - 1960). Il est formé de deux antilopes chevalines se faisant face et qui symbolisent la fécondité, l'abondance et la procréation ; de part et d'autre des antilopes, figure un flambeau représentant la lumière, la connaissance.

## Organisation
L'UCAD est composée de six facultés, quatre écoles et douze instituts.

## Équipes sportives
L'université Cheikh Anta Diop possède un club omnisports sous l'appellation de Dakar Université Club (Dakar UC). Le club comprend plusieurs sections:

### Basket-ball masculin
La section basketball est la section d de sport originelle de l'UCAD.

### Basket-ball féminin
En décembre 2022, l'UCAD obtient sa promotion en première division sénégalaise.

### Football
Le club de football de l'université Cheikh Anta Diop est le Dakar UC. Il évolue actuellement en deuxième division sénégalaise de football.

### Handball
l'UCAD dispose d'une équipe d'handball avec une section masculine et féminine.

### Autres sections
l'UCAD comprends d'autres sections de sport à savoir l'athlétisme , La section yoga, la section pétanque et la section culturelle Il existe aussi les sections de tennis de table, de tennis, de judo, de karaté, de volley-ball et de danse